# Municipio de Royalton (Ohio)
El municipio de Royalton (en inglés: Royalton Township) es un municipio ubicado en el condado de Fulton en el estado estadounidense de Ohio. En el año 2010 tenía una población de 1515 habitantes y una densidad poblacional de 23,75 personas por km².

## Geografía
El municipio de Royalton se encuentra ubicado en las coordenadas 41°41′31″N 84°2′43″O / 41.69194, -84.04528. Según la Oficina del Censo de los Estados Unidos, el municipio tiene una superficie total de 63.79 km², de la cual 63,48 km² corresponden a tierra firme y (0,49 %) 0,31 km² es agua.

## Demografía
Según el censo de 2010, había 1515 personas residiendo en el municipio de Royalton. La densidad de población era de 23,75 hab./km². De los 1515 habitantes, el municipio de Royalton estaba compuesto por el 97,49 % blancos, el 0,07 % eran afroamericanos, el 0,07 % eran amerindios, el 0,4 % eran asiáticos, el 0,86 % eran de otras razas y el 1,12 % eran de una mezcla de razas. Del total de la población el 3,83 % eran hispanos o latinos de cualquier raza.